# Epithemateae
Epithemateae Reveal,2012 è una tribù di piante angiosperme appartenenti alla famiglia Gesneriaceae (sottofamiglia Didymocarpoideae).

## Etimologia
Il nome deriva dal genere tipo (Epithema Blume, 1826) ed è stato definito scientificamente dal botanico contemporaneo James Lauritz Reveal nella pubblicazione "Phytoneuron. Digital Publications in Plant Biology - 2012-37: 216" del 2012.

## Descrizione

### Portamento
Il portamento delle specie di questa tribù è erbaceo perenne o (raramente) annuale. Possono essere sia monocarpiche che policarpiche e con almeno un singolo, elongato internodo. Gli steli sono talvolta provvisti di fasci midollari e condotti secretori (in altre parti della pianta). Una particolarità è che l'embrione di queste piante consiste di due cotiledoni differenti in dimensione (microcotiledone e macrocotiledone), mentre normalmente nelle dicotiledoni i due cotiledoni sono più o meno simili.

### Foglie

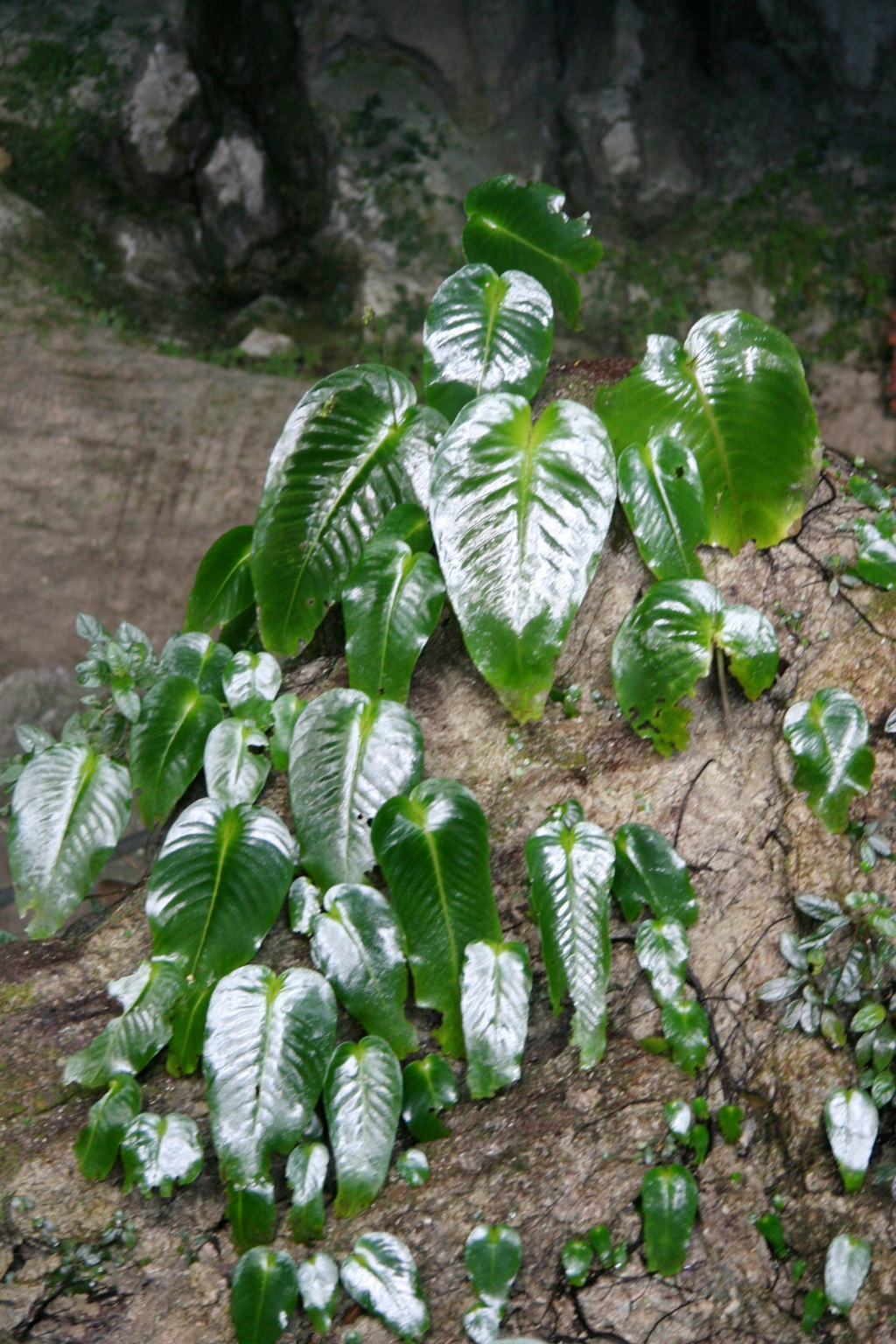
Le foglie
Monophyllaea glauca

Le foglie, poche o tante, hanno forme e dimensioni diverse, spesso con strutture sottili e delicate. In alcuni casi le lamine hanno delle forme oblique. In alcune specie le foglie sono disposte a due a due, e normalmente le due foglie che formano il paio sono simili, ma spesso possono essere di dimensioni diverse e una delle due può essere talmente ridotta sino a divenire un organo stipoliforme.

### Infiorescenze

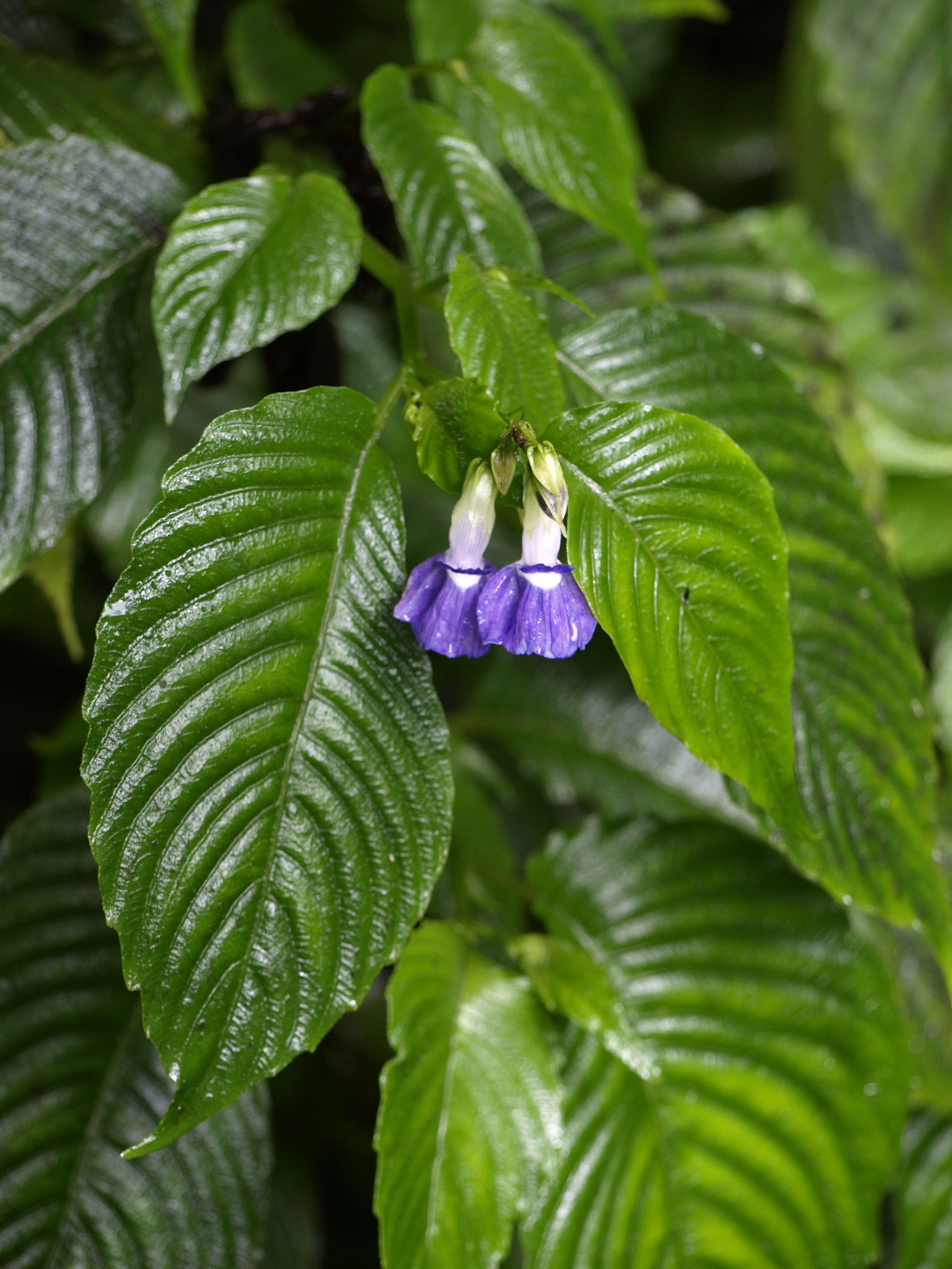
Infiorescenza
Rhychoglossum azureum

Le infiorescenze sono per lo più formate da copie di fiori emergenti dalle ascelle del fogliame; oppure sono delle cime tirsoidi o racemi sottesi da foglie trasformate in brattee. Nelle infiorescenze non sono presenti bratteole.

### Fiori

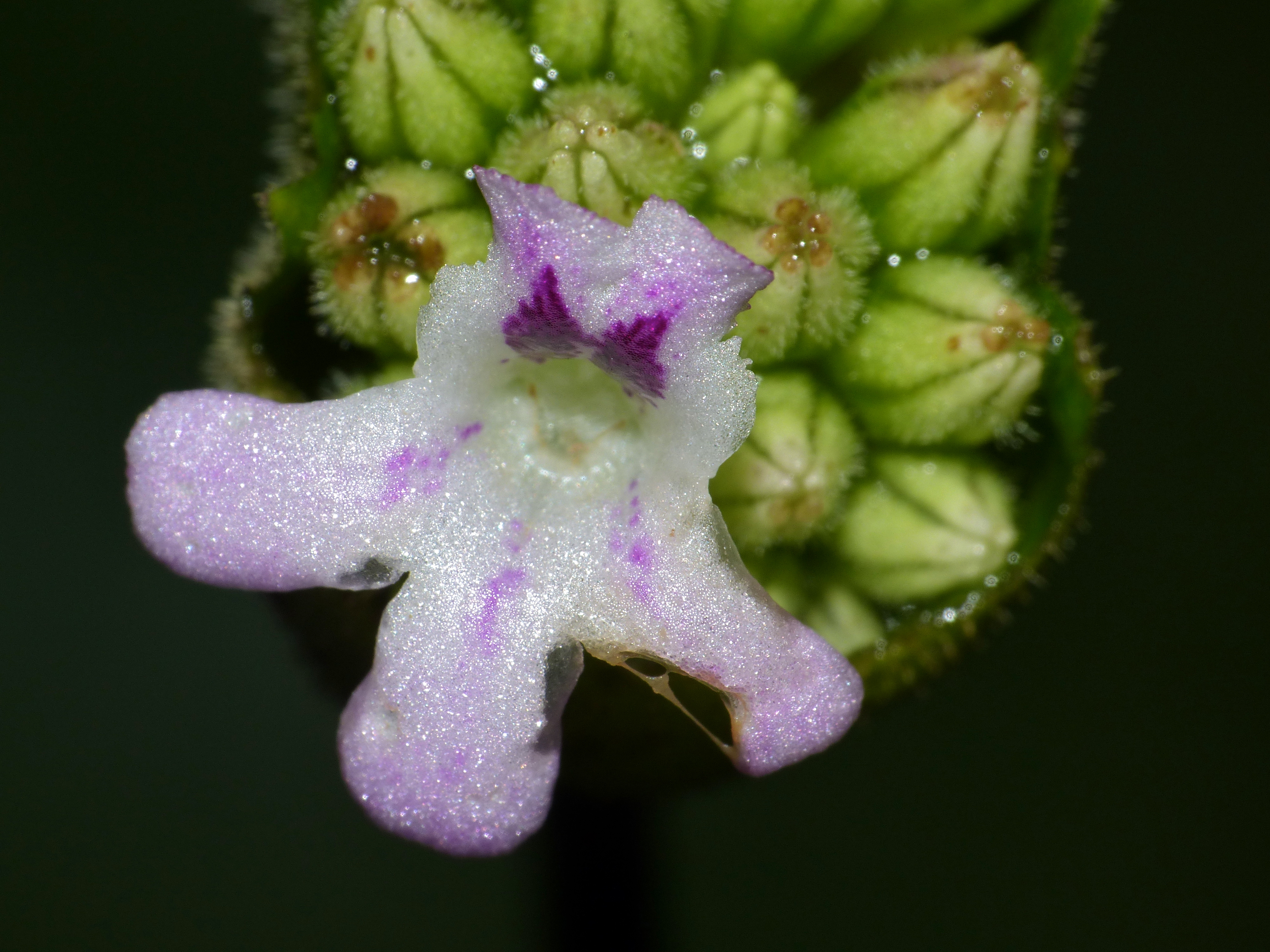
Il fiore
Epithema sarawakense

I fiori sono ermafroditi, zigomorfi e tetraciclici (ossia formati da 4 verticilli: calice– corolla – androceo – gineceo) e più o meno pentameri (ogni verticillo ha 5 elementi).
- Formula fiorale:

* K (5), [C (2 + 3), A (2 + 2 + 1)], G (2), supero/infero, capsula/bacca.
- Il calice, gamosepalo, è composto da 5 sepali connati. È più o meno aderente all'ovario.

- La corolla, gamopetala, è composta da 5 petali connati, embricati e raggruppati in modo bilabiato (due petali per un labbro e tre petali per l'altro). Spesso è provvista di una parte basale tubolare (o imbutiforme o campanulata).

- L'androceo è formato da 4 stami didinami, fertili (raramente sono presenti solo due stami) e spesso adnati alla corolla (epipetali). Le antere sono saldate a copie o tutte insieme (coerenti).[5] Le teche delle antere in genere sono divaricate oppure parallele; la deiscenza è quasi sempre longitudinale. Può essere presente uno o tre staminoidi. Il nettario ha la forma di un anello o di una cupola. I granuli pollinici in genere sono tricolpati.

- Il gineceo ha un ovario bicarpellare con forme globose o ovoidi ed è più corto del calice; il tipo di ovario è uniloculare con quattro placente triangolari, oppure è biloculare con 2 o 4 placente assili. In questo gruppo l'ovario è supero. Lo stilo è snello con un stigma poco appariscente di tipo capitato o leggermente bilobo. Gli ovuli sono numerosi (e anatropi) per ogni loculo, ed hanno un solo tegumento e sono tenuinucellati. I cotiledoni sono asimmetrici.[7]

### Frutti
I frutti sono delle capsule con forme ovoidi o globose, più piccole del calice; la deiscenza è varia (loculicida o setticida). I semi sono piccoli (l'endosperma può essere presente come no).

## Biologia
Le specie di questo raggruppamento si riproducono per limpollinazione tramite insetti (impollinazione entomogama).
La dispersione dei semi avviene inizialmente a causa del vento (dispersione anemocora); una volta caduti a terra sono dispersi soprattutto da insetti tipo formiche (mirmecoria).

## Distribuzione e habitat
La distribuzione di questa tribù è soprattutto asiatica: Asia meridionale e dal Sud Est dell'Asia fino alla Nuova Guinea (una specie si trova nell'Africa e una specie nell'America centrale)

## Tassonomia
La famiglia Gesneriaceae comprende 152 generi con circa 3500 specie, distribuite soprattutto nell'area tropicale e subtropicale tra il Vecchio e Nuovo Mondo. La famiglia è suddivisa in tre sottofamiglie. La tribù Epithemateae appartiene alla sottofamiglia Didymocarpoideae.
La posizione tassonomica dei generi di questa tribù ha subito più di qualche modifica nel tempo. Nella pubblicazione del 2004 "The Families and Genera of Vascular Plants - Lamiales" considera questa tribù come sottofamiglia (Epithematoid) appartenente al gruppo paleotropicale del "Old World" delle Gesneriaceae. In precedenza (1996) le specie di questa voce sono state inserite nella sottofamiglia Cyrtandroideae.

### Filogenesi

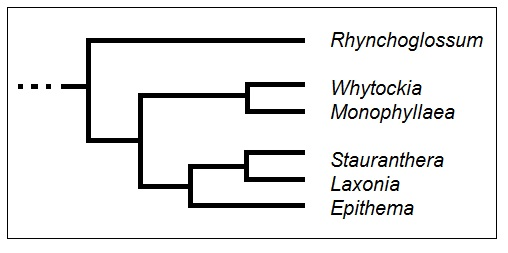
Cladogramma della tribù

La tribù così come è circoscritta attualmente forma un clade fortemente sostenuto (ossia è monofiletica) e appare come "gruppo fratello" del resto delle paleotropicali Gesneriaceae. All'interno del gruppo, studi molecolari sul DNA di tipo filogenetico hanno dimostrato la posizione basale del genere Rhynchoglossum che risulta così "gruppo fratello" del resto della tribù. Forti affinità sono state riscontrate tra i generi Whytockia e Monophyllaea, come anche tra i generi Stauranthera e Laxonia con l'alleanza del genere Epithema. Non sono state fatte analisi molecolari sul genere Gyrogyne per mancanza di materiale, ma le particolari pieghe del calice suggeriscono una posizione (forse ancestrale) vicina al genere Stauranthera.
I caratteri più significativi per questa tribù sono: l'ovario supero e i cotiledoni asimmetrici.
Il cladogramma a lato tratto dallo studio citato e semplificato, dimostra la posizione interna dei vari generi della tribù.

### Generi
La tribù è formata da 7 generi e oltre 90 specie:
- Sottotribù Epithematinae
  - Epithema Blume, 1826 (20 specie)

- Sottotribù Loxoniinae
  - Gyrogyne W.T. Wang, 1981 (1 sp.: Gyrogyne subaequifolia W.T. Wang)
  - Loxonia Jack, 1823 (3 spp.)
  - Stauranthera Benth., 1835 (8 spp.)

- Sottotribù Loxotidinae
  - Rhynchoglossum Blume, 1826 (13 spp.)

- Sottotribù Monophyllaeinae
  - Monophyllaea R. Br., 1839 (39 spp.)
  - Whytockia W.W. Sm., 1919 (10 spp.)

### Chiave per i generi della tribù
Per meglio comprendere ed individuare i vari generi della tribù l'elenco seguente utilizza il sistema delle chiavi analitiche dicotomiche (vengono cioè indicate solamente quelle caratteristiche utili a distingue un genere dall'altro).
- Gruppo 1A: la forma dei sepali del calice varia da ovata a suborbicolare (nelle forme estive sono anche embricati), e inoltre nella parte interna sono ricoperti da ghiandole secretrici; l'ovario è biloculare;

- Whytockia:  le piante hanno alcune paia di foglie fortemente diversificate; le infiorescenze sono posizionate alle ascelle delle foglie più grandi.
- Monophyllaea:  le foglie normalmente sono singole, raramente sono presenti alcune foglie che hanno la stessa forma dei macrocotiledoni; le infiorescenze sono posizionate alle ascelle di piccole brattee situate alla base delle foglie o degli steli.

- Gruppo 1B: la forma dei sepali del calice è triangolare, appuntita (nelle forme estive sono semplicemente valvati), e sono privi di ghiandole; l'ovario è uniloculare;

- Gruppo 2A: le foglie dei nodi superiori sono uguali sia come dimensione che come forma (oppure sono leggermente diseguali);

- Gyrogyne: tutte le foglie cauline sono appaiate; le infiorescenze sono formate da pochi fiori situati vicino all'apice della pianta; il calice è piegato; gli stami fertili sono 4.
- Epithema: le foglie cauline più basse sono solitarie, quelle superiori in 1 - 2 paia; le infiorescenze si presentano con molti fiori in teste terminali (i fiori sono disposti in 4 righe); i sepali del calice non sono piegati e si fondono con i frutti; gli stami fertili sono 2.

- Gruppo 2B: le foglie di tutti i nodi sono fortemente diseguali, le foglie più piccole sono ridotte a delle scaglie a forma cordata o appendici simili a delle stipole oppure sono ordinate in modo distico-alternato;

- Gruppo 3A: la disposizione delle foglie è alternata (quasi distica) e sono fortemente asimmetriche; le infiorescenze sono formate da lunghi e unilaterali racemi terminali con i fiori disposti su due righe; la corolla è fortemente bilabiata (il labbro superiore è piccolo e riflesso; quello inferiore è ampio e simile ad una lingua); i frutti si aprono con delle valve;

- Rhynchoglossum.

- Gruppo 3B: la disposizione delle foglie è opposta e sono fortemente diseguali nelle dimensioni; le infiorescenze sono formate da rami tirsoidi (la parte superiore si disintegra irregolarmente);

- Laxonia: la superficie delle foglie è ricoperta più o meno densamente da peli adunchi ed è colorata di grigio-verde; le infiorescenze (piccole) sono opposte alle foglie più larghe; i fiori sono piccoli; i sepali del calice non sono piegati; la corolla è colorata di bianco-verdastro ed ha la forma bilabiata con due distinte labbra (non è speronata).
- Stauranthera: la superficie delle foglie è sparsamente pelosa; le infiorescenze sono grandi e terminali; i fiori sono grandi; i sepali del calice sono piegati; la corolla è subruotata con colorazione bluastra o bianca e con macchie giallo-arancio sul palato; la corolla, alla base, può avere oppure no uno spesso sperone conico.

### Sinonimi
Le specie sopraelencate hanno avuto nel tempo diverse nomenclature. L'elenco seguente indica alcuni tra i sinonimi più frequenti:
- Tribù Klugieae Fritsch, 1893
- Subfam. Epithematoideae A. Weber, 2004

## Usi
L'impiego di queste piante è soprattutto nel giardinaggio decorativo.